# Siergiej Najdionow
Siergiej Aleksandrowicz Najdionow, właśc. Siergiej Aleksandrowicz Aleksiejew (ros. Серге́й Алекса́ндрович Найдёнов, ur. 6 września 1868 w Kazaniu, zm. 5 grudnia 1922 w Jałcie) – rosyjski dramatopisarz.
Jest autorem dramatów o tematyce społeczno-obyczajowej, m.in. Dzieci Waniuszyna (1901, wyd. pol. 1903) i pierwszej rosyjskiej sztuki o rewolucji 1905 Moskwa (1921).